# ما سه نفر (فیلم ۱۹۸۴)
ما سه نفر (ایتالیایی: Noi tre) یک فیلم کمدی ایتالیایی به کارگردانی پوپی آواتی است که در سال ۱۹۸۴ منتشر شد. از بازیگران آن می‌توان به لینو کاپولیکیو، جانی کاوینا، کارلو دله پیانه، نیک نووِچنتو و آیدا دی بندتو اشاره کرد.